# Litton Industries

Logotype Litton.

Litton Industries était une société de constructions navales et de systèmes électroniques. Fondée en 1953, elle a fusionné en 2001 avec le groupe Northrop Grumman. Son fondateur était Charles Litton Sr.

## Historique
Fondée en 1953 par les hommes d'affaires Tex Thornton, Roy Ash et Hugh Jamieson, Electro Dynamics Corporation était à l'origine spécialisée dans l'électronique embarquée des navires : elle fournissait des gyroscopes, des radiogoniomètres et des systèmes de guidage électronique ; mais cette société s'est sans cesse diversifiée, des constructions navales à la production de fours à micro-onde. Son siège se trouvait à Beverly Hills (Californie). 
En 1954, grâce à un emprunt contracté auprès de Lehman Brothers, Thornton racheta le fabricant de tubes électroniques Litton Industries Inc. pour 1,5 million de dollars à Charles Litton et n'adopta qu'ensuite le nom de cette filiale.
Malgré une capitalisation médiocre de Litton Industries, Thornton était convaincu que le Département de la Défense, en quête d'armes toujours plus modernes, allait se tourner de plus en plus vers les fabricants d'électronique. C'est pourquoi, année après année, Litton Industries racheta les petits fabricants de lampes, avant de fusionner avec Monroe Calculating Machine. De la fin des années 1950 au début des années 1960, Litton réalisait la moitié de son bénéfice sur les commandes de l'Armée américaine  ; outre l'avionique, ils fournissaient des systèmes de guidage inertiel pour l'aviation, des potentiomètres, des duplexeurs, etc.
En 1961, Litton racheta les chantiers navals Ingalls Shipbuilding pour 8 millions de dollars puis se lança dans la construction de sous-marins et de plates-formes de forage pétrolier. Dès 1963, Litton Industries avait atteint un capital de 500 million de dollars avec un bénéfice annuel de 393.8 millions.
En 1969, Litton racheta l'entreprise de bureautique Triumph-Adler, 6e fabricant de machines à écrire d'Europe, basé en Allemagne.